# Miracle Goodnight
Singles de David Bowie
Black Tie White Noise
(mai 1993) The Buddha of Suburbia
(novembre 1993)
Miracle Goodnight est une chanson de David Bowie parue en 1993 sur l'album Black Tie White Noise.
Troisième et dernier single tiré de l'album, après Jump They Say et Black Tie White Noise, elle se classe no 40 des ventes au Royaume-Uni.

## Musiciens
- David Bowie : chant
- Nile Rodgers : guitare
- Barry Campbell : basse
- Sterling Campbell : batterie
- Richard Hilton : claviers
- Lester Bowie : trompette